# Polypedilum tamahosohige
Polypedilum tamahosohige är en tvåvingeart som beskrevs av Sasa 1983. Polypedilum tamahosohige ingår i släktet Polypedilum och familjen fjädermyggor. Inga underarter finns listade i Catalogue of Life.